# Anthracodromeus longipes
Anthracodromeus longipes (Cope, 1875) è un rettile estinto, appartenente ai protorotirididi. Visse nel Carbonifero superiore (Moscoviano, circa 306-311 milioni di anni fa) e i suoi resti fossili sono stati ritrovati in Nordamerica (Ohio).

## Descrizione
Questo animale è noto grazie a uno scheletro quasi completo comprendente la parte posteriore del cranio. Rispetto ad altri rettili carboniferi come Hylonomus e Paleothyris, questo animale era dotato di un corpo più allungato e stretto. Le zampe, in proporzione erano più grandi e le dita allungate. 
Curiosamente, il tarso sembrerebbe essere stato poco ossificato. Le zampe erano munite di piccoli artigli. Questo snello animale era lungo circa 20 centimetri.

## Tassonomia
Questo animale è noto per un solo esemplare, ritrovato nel giacimento di Linton, nell'Ohio. Il fossile venne descritto inizialmente da Edward Drinker Cope nel 1875, che lo ritenne un anfibio e lo ascrisse al genere Sauropleura, un nectrideo simile a una salamandra, seppur in una nuova specie (S. longipes). Solo nel 1972, in un notevole studio sui rettili carboniferi, Carroll e Baird riconobbero le parentele rettiliane di questo esemplare, e istituirono il genere Anthracodromeus. Questo animale è considerato un rappresentante piuttosto evoluto dei protorotirididi, un gruppo in realtà parafiletico vicino all'origine dei diapsidi. I suoi parenti più stretti potrebbero essere stati Cephalerpeton e Protorothyris (Muller e Reisz, 2006).